# OpenShot Video Editor
OpenShot Video Editor – edytor wideo. Projekt ma na celu stworzenie edytora wideo, który jest stabilny, łatwy w obsłudze i wydany na zasadach wolnego oprogramowania.
Program integruje się ze środowiskiem graficznym GNOME, oferując obsługę wielu rodzajów formatów audio i wideo za pomocą biblioteki FFmpeg. Do najważniejszych funkcji dostępnych w OpenShot Video Editor zaliczyć należy obsługę animacji Key Frame, funkcje dodawanie przejść wideo z możliwością podglądu w czasie rzeczywistym, edycji kolorów, barw, jasności czy opcję zmiany szybkości odtwarzania wideo (efekt slow motion). 